# چاندرا چیزبورو
چاندرا چیزبورو (انگلیسی: Chandra Cheeseborough؛ زادهٔ ۱۰ ژانویه ۱۹۵۹) دونده اهل ایالات متحده آمریکا بود.
وی در مسابقات کشوری و بین‌المللی در مجموع برندهٔ ۷ مدال طلا، ۲ مدال نقره شده‌است.